# Costanti trigonometriche esatte
Con il termine costanti trigonometriche esatte si indicano espressioni riguardanti valori o combinazioni di valori di funzioni trigonometriche costruite a partire da numeri interi con le operazioni razionali e le operazioni di estrazione di radice. Queste espressioni numeriche sono utilizzate principalmente per semplificare le soluzioni di problemi geometrici fornite mediante radicali.
Tutti i valori delle funzioni seno, coseno e tangente di angoli multipli di 3° sono ottenibili servendosi delle identità di bisezione, duplicazione, addizione/sottrazione e dei valori corrispondenti agli angoli di 0°, 30°, 36° e 45°. Si ricorda che 1° = π/180 radianti.

## Tavola delle espressioni

Valori esatti di seno e coseno per angoli multipli di 3 gradi.

I valori relativi ad angoli non contenuti nell'intervallo {\displaystyle \left[0,{\tfrac {\pi }{4}}\right]} si possono ricavare da quelli qui forniti mediante semplici osservazioni sulla circonferenza di raggio 1 e sugli effetti di opportune rotazioni e riflessioni.

### 0°- valori fondamentali
{\displaystyle \sin 0^{\circ }=0;}
{\displaystyle \cos 0^{\circ }=1;}
{\displaystyle \tan 0^{\circ }=0.}

### 3°- Esacontagono (60 lati)
{\displaystyle \sin {\frac {\pi }{60}}=\sin 3^{\circ }={\frac {2{\sqrt {5+{\sqrt {5}}}}(1-{\sqrt {3}})+{\sqrt {2}}({\sqrt {5}}-1)({\sqrt {3}}+1)}{16}};}
{\displaystyle \cos {\frac {\pi }{60}}=\cos 3^{\circ }={\frac {2{\sqrt {5+{\sqrt {5}}}}(1+{\sqrt {3}})+{\sqrt {2}}({\sqrt {5}}-1)({\sqrt {3}}-1)}{16}};}
{\displaystyle \tan {\frac {\pi }{60}}=\tan 3^{\circ }={\frac {\left[(2-{\sqrt {3}})(3+{\sqrt {5}})-2\right]\left(2-{\sqrt {2(5-{\sqrt {5}})}}\right)}{4}}.}

### 6°- Triacontagono (30 lati)
{\displaystyle \sin {\frac {\pi }{30}}=\sin 6^{\circ }={\frac {{\sqrt {6(5-{\sqrt {5}})}}-({\sqrt {5}}+1)}{8}};}
{\displaystyle \cos {\frac {\pi }{30}}=\cos 6^{\circ }={\frac {{\sqrt {2(5-{\sqrt {5}})}}+{\sqrt {3}}({\sqrt {5}}+1)}{8}};}
{\displaystyle \tan {\frac {\pi }{30}}=\tan 6^{\circ }={\frac {{\sqrt {5-2{\sqrt {5}}}}({\sqrt {5}}+1)+{\sqrt {3}}(1-{\sqrt {5}})}{2}}.}

### 9°- Icosagono (20 lati)
{\displaystyle \sin {\frac {\pi }{20}}=\sin 9^{\circ }={\frac {-2{\sqrt {5-{\sqrt {5}}}}+{\sqrt {2}}({\sqrt {5}}+1)}{8}};}
{\displaystyle \cos {\frac {\pi }{20}}=\cos 9^{\circ }={\frac {2{\sqrt {5-{\sqrt {5}}}}+{\sqrt {2}}({\sqrt {5}}+1)}{8}};}
{\displaystyle \tan {\frac {\pi }{20}}=\tan 9^{\circ }=-{\sqrt {5-2{\sqrt {5}}}}\;(2+{\sqrt {5}})+({\sqrt {5}}+1).}

### 12°- Pentadecagono (15 lati)
{\displaystyle \sin {\frac {\pi }{15}}=\sin 12^{\circ }={\frac {{\sqrt {2(5+{\sqrt {5}})}}-{\sqrt {3}}({\sqrt {5}}-1)}{8}};}
{\displaystyle \cos {\frac {\pi }{15}}=\cos 12^{\circ }={\frac {{\sqrt {6(5+{\sqrt {5}})}}+({\sqrt {5}}-1)}{8}};}
{\displaystyle \tan {\frac {\pi }{15}}=\tan 12^{\circ }={\frac {{\sqrt {5-2{\sqrt {5}}}}(2+{\sqrt {5}})+({\sqrt {5}}+1)}{2}}.}

### 15°- Dodecagono (12 lati)
{\displaystyle \sin {\frac {\pi }{12}}=\sin 15^{\circ }={\frac {{\sqrt {2}}\left({\sqrt {3}}-1\right)}{4}};}
{\displaystyle \cos {\frac {\pi }{12}}=\cos 15^{\circ }={\frac {{\sqrt {2}}\left({\sqrt {3}}+1\right)}{4}};}
{\displaystyle \tan {\frac {\pi }{12}}=\tan 15^{\circ }=2-{\sqrt {3}};}
{\displaystyle \cot {\frac {\pi }{12}}=\cot 15^{\circ }=2+{\sqrt {3}}.}

### 18°- Decagono (10 lati)
{\displaystyle \sin {\frac {\pi }{10}}=\sin 18^{\circ }={\frac {{\sqrt {5}}-1}{4}};}
{\displaystyle \cos {\frac {\pi }{10}}=\cos 18^{\circ }={\frac {\sqrt {2(5+{\sqrt {5}})}}{4}};}
{\displaystyle \tan {\frac {\pi }{10}}=\tan 18^{\circ }={\frac {\sqrt {5(5-2{\sqrt {5}})}}{5}};}
{\displaystyle \cot {\frac {\pi }{10}}=\cot 18^{\circ }={\sqrt {5+2{\sqrt {5}}}}.}

### 21°=9°+ 12°
{\displaystyle \sin {\frac {7}{60}}\pi =\sin 21^{\circ }={\frac {2{\sqrt {5-{\sqrt {5}}}}({\sqrt {3}}+1)-{\sqrt {2}}({\sqrt {3}}-1)(1+{\sqrt {5}})}{16}};}
{\displaystyle \cos {\frac {7}{60}}\pi =\cos 21^{\circ }={\frac {2{\sqrt {5-{\sqrt {5}}}}({\sqrt {3}}-1)+{\sqrt {2}}({\sqrt {3}}+1)(1+{\sqrt {5}})}{16}};}
{\displaystyle \tan {\frac {7}{60}}\pi =\tan 21^{\circ }={\frac {{\sqrt {5-2{\sqrt {5}}}}(1+2{\sqrt {3}}-{\sqrt {5}})+(2+{\sqrt {3}})({\sqrt {5}}-3)+2}{2}}.}

### 22,5°- Ottagono (8 lati)
{\displaystyle \sin {\frac {\pi }{8}}=\sin 22,5^{\circ }={\frac {\sqrt {2-{\sqrt {2}}}}{2}};}
{\displaystyle \cos {\frac {\pi }{8}}=\cos 22,5^{\circ }={\frac {\sqrt {2+{\sqrt {2}}}}{2}};}
{\displaystyle \tan {\frac {\pi }{8}}=\tan 22,5^{\circ }={\sqrt {2}}-1;}
{\displaystyle \cot {\frac {\pi }{8}}=\cot 22,5^{\circ }={\sqrt {2}}+1.}

### 24°=12°+ 12°
{\displaystyle \sin {\frac {2}{15}}\pi =\sin 24^{\circ }={\frac {{\sqrt {2(5+{\sqrt {5}})}}(1-{\sqrt {5}})+2{\sqrt {3}}(1+{\sqrt {5}}))}{16}};}
{\displaystyle \cos {\frac {2}{15}}\pi =\cos 24^{\circ }={\frac {{\sqrt {6(5+{\sqrt {5}})}}({\sqrt {5}}-1)+2(1+{\sqrt {5}}))}{16}};}
{\displaystyle \tan {\frac {2\pi }{15}}\pi =\tan 24^{\circ }={\frac {\left({\sqrt {10+2{\sqrt {5}}}}-2{\sqrt {3}}\right)(3+{\sqrt {5}})}{4}};}
{\displaystyle \cot {\frac {2\pi }{15}}\pi =\cot 24^{\circ }={\frac {\left({\sqrt {10+2{\sqrt {5}}}}+2{\sqrt {3}}\right)({\sqrt {5}}-1)}{4}}.}

### 27°=12°+ 15°
{\displaystyle \sin {\frac {3}{20}}=\sin 27^{\circ }={\frac {2{\sqrt {5+{\sqrt {5}}}}+{\sqrt {2}}(1-{\sqrt {5}})}{8}};}
{\displaystyle \cos {\frac {3}{20}}=\cos 27^{\circ }={\frac {2{\sqrt {5+{\sqrt {5}}}}+{\sqrt {2}}({\sqrt {5}}-1)}{8}};}
{\displaystyle \tan {\frac {3}{20}}=\tan 27^{\circ }=-{\sqrt {5-2{\sqrt {5}}}}+({\sqrt {5}}-1).}

### 30°- Esagono (6 lati)
{\displaystyle \sin {\frac {\pi }{6}}=\sin 30^{\circ }={\frac {1}{2}};}
{\displaystyle \cos {\frac {\pi }{6}}=\cos 30^{\circ }={\frac {\sqrt {3}}{2}};}
{\displaystyle \tan {\frac {\pi }{6}}=\tan 30^{\circ }={\frac {\sqrt {3}}{3}};}
{\displaystyle \cot {\frac {\pi }{6}}=\cot 30^{\circ }={\sqrt {3}}.}

### 33°=15°+ 18°
{\displaystyle \sin {\frac {11}{60}}\pi =\sin 33^{\circ }={\frac {2{\sqrt {5+{\sqrt {5}}}}(-1+{\sqrt {3}})+{\sqrt {2}}({\sqrt {5}}-1)(1+{\sqrt {3}})}{16}};}
{\displaystyle \cos {\frac {11}{60}}\pi =\cos 33^{\circ }={\frac {2{\sqrt {5+{\sqrt {5}}}}(+1+{\sqrt {3}})+{\sqrt {2}}({\sqrt {5}}-1)(1-{\sqrt {3}})}{16}};}
{\displaystyle \tan {\frac {11}{60}}\pi =\tan 33^{\circ }={\frac {{\sqrt {5(5-2{\sqrt {5}})}}\left(-15+10{\sqrt {3}}-7{\sqrt {5}}+4{\sqrt {15}}\right)+5\left((-2+{\sqrt {3}})(3+{\sqrt {5}})+2\right)}{10}}.}

### 36°- Pentagono (5 lati)
{\displaystyle \sin {\frac {\pi }{5}}=\sin 36^{\circ }={\frac {\sqrt {2(5-{\sqrt {5}})}}{4}};}
{\displaystyle \cos {\frac {\pi }{5}}=\cos 36^{\circ }={\frac {{\sqrt {5}}+1}{4}};}
{\displaystyle \tan {\frac {\pi }{5}}=\tan 36^{\circ }={\sqrt {5-2{\sqrt {5}})}}.}

### 39°=18°+ 21°
{\displaystyle \sin {\frac {13}{60}}\pi =\sin 39^{\circ }={\frac {2{\sqrt {5-{\sqrt {5}}}}(1-{\sqrt {3}})+{\sqrt {2}}(+1+{\sqrt {3}})(1+{\sqrt {5}})}{16}};}
{\displaystyle \cos {\frac {13}{60}}\pi =\cos 39^{\circ }={\frac {2{\sqrt {5-{\sqrt {5}}}}(1+{\sqrt {3}})+{\sqrt {2}}\,(-1+{\sqrt {3}})(1+{\sqrt {5}})}{16}};}
{\displaystyle \tan {\frac {13}{60}}\pi =\tan 39^{\circ }={\frac {\left({\sqrt {2(5+{\sqrt {5}})}}-2\right)\left((2-{\sqrt {3}})(-3+{\sqrt {5}})+2\right)}{4}}.}

### 42°=21°+ 21°
{\displaystyle \sin {\frac {7}{30}}\pi =\sin 42^{\circ }={\frac {{\sqrt {6(5-{\sqrt {5}})}}(1+{\sqrt {5}})+2(1-{\sqrt {5}})}{16}};}
{\displaystyle \cos {\frac {7}{30}}\pi =\cos 42^{\circ }={\frac {{\sqrt {2(5-{\sqrt {5}})}}(1+{\sqrt {5}})+2{\sqrt {3}}(-1+{\sqrt {5}})}{16}};}
{\displaystyle \tan {\frac {7}{30}}\pi =\tan 42^{\circ }={\frac {-{\sqrt {1-2{\sqrt {1}}}}(3+{\sqrt {5}})+{\sqrt {3}}(1+{\sqrt {5}})}{2}}.}

### 45°- Quadrato (4 lati)
{\displaystyle \sin {\frac {\pi }{4}}=\sin 45^{\circ }={\frac {\sqrt {2}}{2}};}
{\displaystyle \cos {\frac {\pi }{4}}=\cos 45^{\circ }={\frac {\sqrt {2}}{2}};}
{\displaystyle \tan {\frac {\pi }{4}}=\tan 45^{\circ }=1;}
{\displaystyle \cot {\frac {\pi }{4}}=\cot 45^{\circ }=1.}

### Uso delle costanti
Una grandezza come il volume di un dodecaedro è data dalla seguente espressione:
{\displaystyle V=5e^{3}\cos 36^{\circ }/\tan ^{2}36^{\circ }.}
Usando
{\displaystyle \cos 36^{\circ }={\frac {{\sqrt {5}}+1}{4}},}
{\displaystyle \tan 36^{\circ }={\sqrt {5-2{\sqrt {5}}}},}
l'espressione precedente può essere semplificata nella:
{\displaystyle V={\frac {e^{3}(15+7{\sqrt {5}})}{4}}.}

### Dimostrazioni delle espressioni mediante triangoli
La derivazione dei valori particolari delle funzioni seno, coseno e tangente nella forma radiale è basata sulla costruibilità di triangoli rettangoli che conviene individuare come sezioni simmetriche di poligoni regolari. Ciascuno dei triangoli rettangoli considerati ha come vertici 3 punti di un poligono regolare: un suo vertice {\displaystyle V,} il punto medio {\displaystyle M} di un lato che ha come estremo {\displaystyle V} e il centro {\displaystyle C} del poligono. Per {\displaystyle N=3,4,5,\ldots } si considera un {\displaystyle N}-agono regolare suddiviso in {\displaystyle 2N} triangoli rettangoli aventi angoli di {\displaystyle 180^{\circ }/N} (vertice {\displaystyle C}), {\displaystyle 90^{\circ }} (vertice {\displaystyle M}) e {\displaystyle 90^{\circ }-180^{\circ }/N} (vertice {\displaystyle V}).
Ci si basa sulla costruibilità con riga e compasso di poligoni a 3, 4, 5, e 15 lati e si utilizzano le bisettrici per ricavare anche i multipli di 2.
- Costruibili
  - Poligoni regolari con {\displaystyle 3\cdot 2^{n}} lati, {\displaystyle n=0,1,2,3,\ldots }
    - 30°-60°-90° triangolo - triangolo (3 lati)
    - 60°-30°-90° triangolo - esagono (6 lati)
    - 75°-15°-90° triangolo - dodecagono (12 lati)
    - 82,5°-7,5°-90° triangolo - tetracosagono (24 lati)
    - 86,25°-3,75°-90° triangolo - ottatetracontagono (48 lati)

  - Poligoni regolari con {\displaystyle 4\cdot 2^{n}} lati
    - 45°-45°-90° triangolo - quadrato (4 lati)
    - 67,5°-22,5°-90° triangolo - ottagono (8 lati)
    - 88,75°-11,25°-90° triangolo - esadecagono (16 lati)

  - Poligoni regolari con {\displaystyle 5\cdot 2^{n}} lati
    - 54°-36°-90° triangolo - pentagono (5 lati)
    - 72°-18°-90° triangolo - decagono (10 lati)
    - 81°-9°-90° triangolo - icosagono (20 lati)
    - 85,5°-4,5°-90° triangolo - tetracontagono (40 lati)
    - 87,75°-2,25°-90° triangolo - ottacontagono (80 lati)

  - Poligoni regolari con {\displaystyle 15\cdot 2^{n}} lati
    - 78°-12°-90° triangolo - pentadecagono (15 lati)
    - 84°-6°-90° triangolo - triacontagono (30 lati)
    - 87°-3°-90° triangolo - esacontagono (60 lati)
    - 88,5°-1,5°-90° triangolo - ettoicosagono (120 lati)
    - 89,25°-0,75°-90° triangolo - diettotetracontagono (240 lati)

  - ... (Poligoni regolari di grado superiore costruibili non possono essere fatte per angoli di grado intero: 17, 51, 85, 255, 257...)
- Non costruibili (con angoli di grado intero o di mezzo grado) - Le forme radiali non limitate per queste proporzioni di taglio del triangolo sono note.
  - Poligoni regolari con {\displaystyle 9\cdot 2^{n}} lati
    - 70°-20°-90° triangolo - ennagono (9 lati)
    - 80°-10°-90° triangolo - ottadecagono (18 lati)
    - 85°-5°-90° triangolo - esatriacontagono (36 lati)
    - 87,5°-2,5°-90° triangolo - doeptacontagono (72 lati)

  - Poligoni regolari con {\displaystyle 45\cdot 2^{n}} lati
    - 86°-4°-90° triangolo - pentatetracontagono (45 lati)
    - 88°-2°-90° triangolo - ennacontagono (90 lati)
    - 89°-1°-90° triangolo - ettaottacontagono (180 lati)
    - 89,5°-0,5°-90° triangolo - triettoesacontagono (360 lati)

### Espressioni non singole
La semplificazione di un radicale doppio non è banale e non sempre può essere effettuata.
Esempio:
{\displaystyle 4\sin 18^{\circ }={\sqrt {2(3-{\sqrt {5}})}}={\sqrt {5}}-1.}
Non è così evidente che questa uguaglianza sia vera ed in generale i radicali doppi non possono essere ridotti. Però si ha
{\displaystyle {\sqrt {a+b{\sqrt {c}}}}=d+e{\sqrt {c}}\quad {\mbox{se}}\quad a^{2}-b^{2}c}     è un quadrato perfetto.